# Юльхя, Юрьё
Ю́рьё О́лави Ю́льхя (фин. Yrjö Olavi Jylhä, до 1906 года носил фамилию Ли́ндеман — фин. Lindeman; 21 июля 1903, Таммерфорс, Великое княжество Финляндское — 30 декабря 1956, Турку, Финляндия) — финский поэт и переводчик (на финский язык).
Его собрание стихотворений «Чистилище» (фин. Kiirastuli), написанное во время Зимней войны принадлежит к классике финской поэзии.

## Биография
Родился 21 июля 1903 года в Тампере на территории Великого княжества Финляндского в многодетной семье. Его отец Карл Юхо Юльхя (фин. Kaarle Juho Jylhä) был купцом, мать Ида Мария (фин. Ida Maria) (в девичестве — Коветту — фин. Kovettu) была домохозяйкой. Летние Олимпийские игры 1912, прошедшие в Стокгольме увлекли 9-летнего Юрьё любовью к спорту.
В 1922 году окончил классический лицей в Тампере, выдержав экзамены для поступления в университет. Некоторое время был рекрутом в военной блигаде Пори. Позже обучался в Университете Турку, но вскоре перевёлся в Хельсинкский университет.

## Произведения
- Ruoskanjäljet (1926)
- Kurimus (1928)
- Viimeinen kierros (1931)
- Risti lumessa (1937)
- Toiviotiellä (1938)
- Kiirastuli (1941)
- Runoja (1943)
- Hyvästi, Kirvesmäki! (1954)
- Yrjö Jylhän kauneimmat runot (1957)
- Valikoima Yrjö Jylhän runoja ja käännöksiä (1960)
- Meidän pihan urheilijat (совместно с Рудольфом Койву), 1932